# Psaliodes aliena
Psaliodes aliena är en fjärilsart som beskrevs av Paul Dognin 1911. Psaliodes aliena ingår i släktet Psaliodes och familjen mätare. Inga underarter finns listade i Catalogue of Life.